# Louis Rigal
Pour les articles homonymes, voir Rigal.

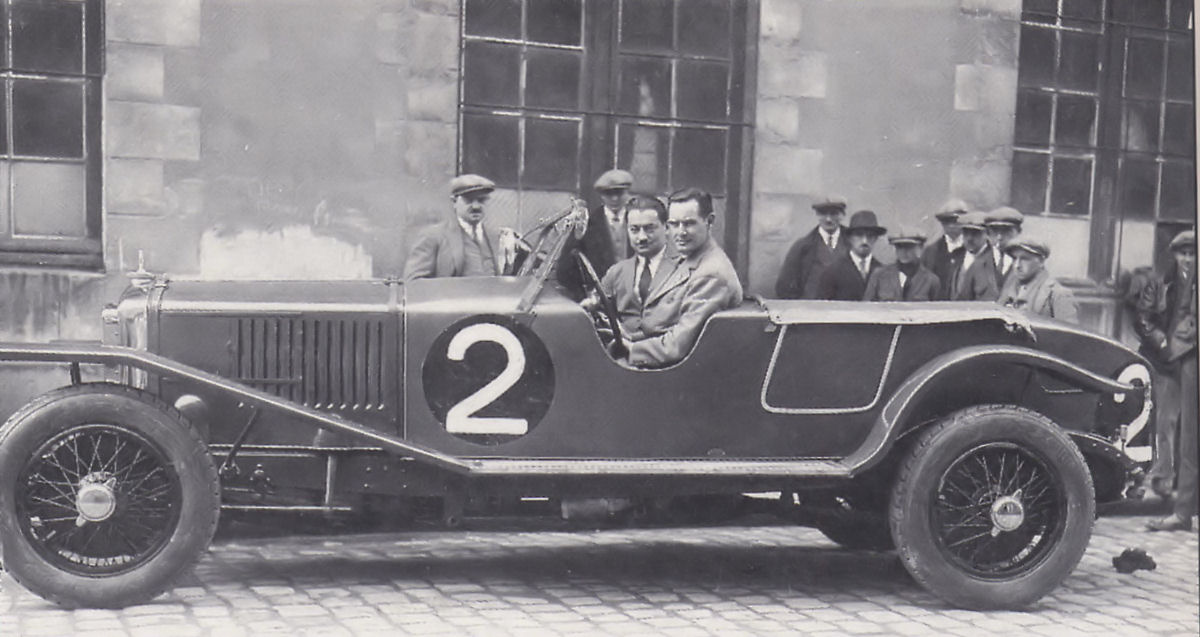
La Peugeot 174S no 2 de Louis Rigal (au volant) et André Boillot (arrière-plan), utilisée lors des 24 Heures du Mans 1926.

Louis Rigal, né le 20 juillet 1887 à Paris et mort le 8 juillet 1974 à Argenteuil à près de 87 ans, est un ancien pilote automobile français, de courses d'endurance et de Grand Prix.

## Biographie

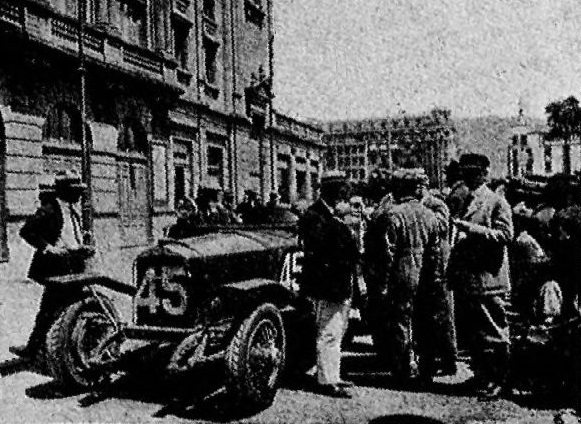
André Boillot et Louis Rigal en 1928, vainqueurs du GP de SaintSébastien tourisme sur Peugeot 18CV ss.

Il commence sa carrière en sport automobile en 1922 sur Panhard, alors qu'un autre Rigal, Victor, termine la sienne par deux victoires de côtes entre 1922 et 1923. Comme ce dernier, il pilote fréquemment des Peugeot, mais aussi des Ariès. 
En 1929, il passe sur Alfa Romeo 6C 1 500 et 1 750 cm3, et en 1930 sur une Stutz DV 32, voiture de sport engagée sur la longue distance mancelle, en offrant aussi son concours à l'équipe Il Portello. Peu avant le second conflit mondial, il court encore occasionnellement au Mans avec des modèles 302 et 402 Peugeot, sa carrière étant mise en attente au cours de la première moitié des années 1930.
Il participe à sept reprises aux 24 Heures du Mans, entre 1924 et 1938 (entre autres avec André Boillot en 1926 et Robert Laly en 1928), conduisant trois fois pour Ariès, trois autres pour Peugeot, et une pour Stutz (meilleur résultat dixième en 1937, sur Peugeot 302 DS préparée par Darl Mat).

## Palmarès

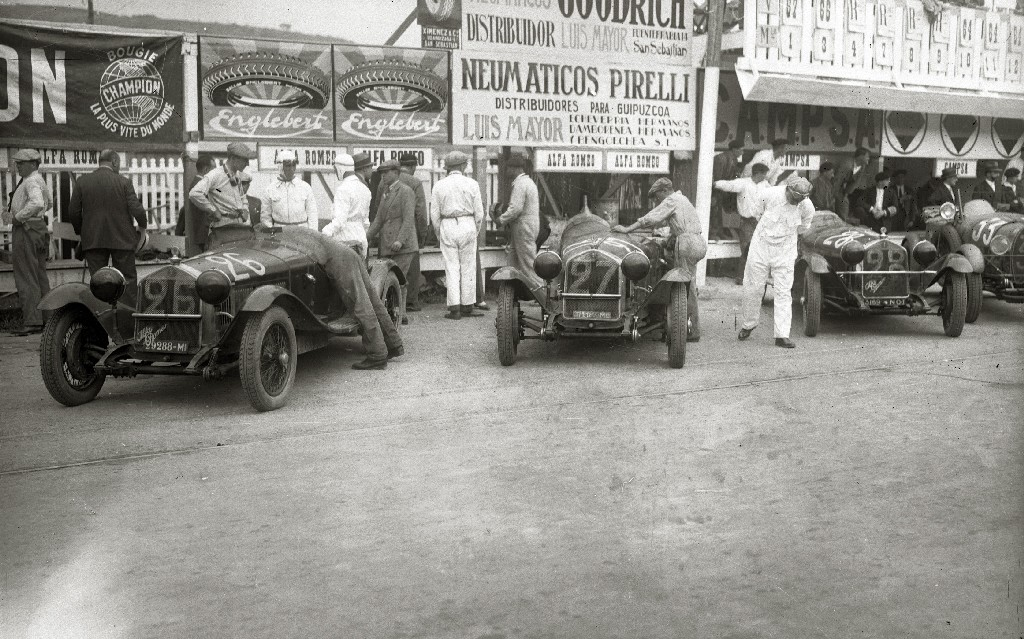
À gauche, l'Alfa Romeo no 26 de Rigal, Zehender et Canavesi, qui remporte le GP Guipúzcoa 1929.

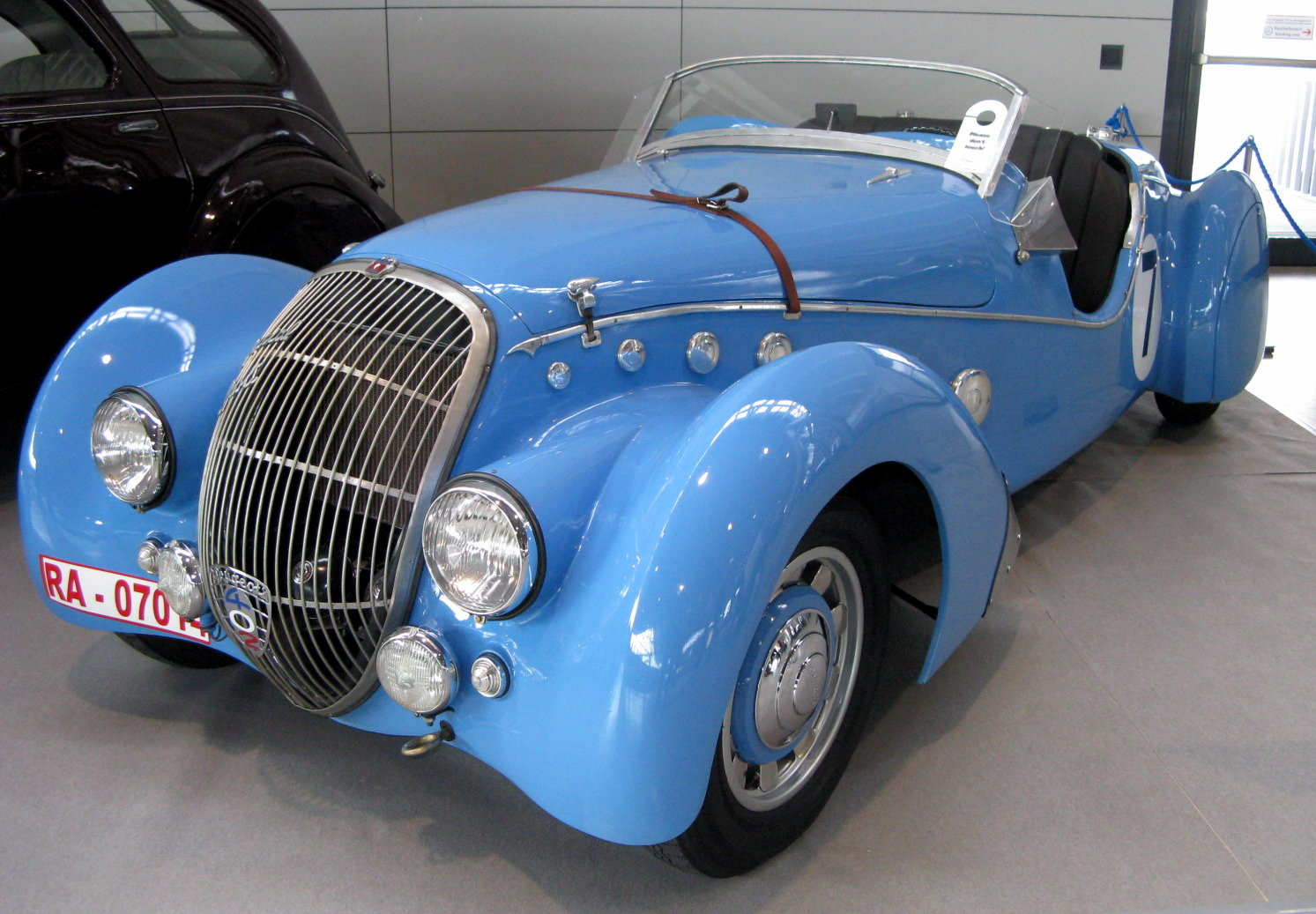
La Peugeot 402 DS Darl’mat Spécial-Roadster 2 L I4 (1938).

- 24 Heures de Spa 1926 avec André Boillot, sur Peugeot 174S;
- Course de côte du Meeting de Nice 1926, sur Peugeot 18CVs/s tourisme[3];
- Course de côte de l'Esterel 1926 (près de Cannes), sur Peugeot 18CVs/s tourisme[4];
- Course de côte de Plâtrières 1926 (près de Marseille), sur Peugeot 5 L;
- Course de côte du Ballon d’Alsace 1926 (Vosges), sur Peugeot FARG 18 HP;
- Course de côte de Saint-Saturnin 1927 (près d'Angers), sur Peugeot 174S 4 L[5];
- Circuit d'Estérel Plage 1927, sur Peugeot 4 L (à Saint-Raphaël);
- Grand Prix de Guipozcoa tourisme 1928 (sur Peugeot 18CV s/s, avec André Boillot)[6];
- Grand Prix de Guipozcoa tourisme 1929 (les 12 Heures de Saint-Sébastien, dites Gran Premio de España para Vehiculos Sport, à Lasarte), sur Alfa Romeo avec Goffredo Zehender[7];
  - 2e du Grand Prix d'Italia tourisme 1926 (alors 24 Heures de Monza), avec Maurice Serre sur Peugeot (couvrant 2 588 kilomètres);
  - 2e du Grand Prix d'Antibes Juan-les-Pins 1929, sur Alfa Romeo 6C 1500 (à La Garoupe);
  - 2e du Circuit des Routes Pavées 1929, sur Alfa Romeo (à Pont-à-Marcq);
  - 3e du Grand Prix de l'ACF 1925 voitures légères, sur Peugeot 18CV (à Montlhéry);
  - 3e de la Coppa Florio 1927, sur Peugeot;
  - 3e des 24 Heures de Spa en 1929 associé à Goffredo Zehender, sur Alfa Romeo 6C 1750 SS;
  - 6e de la Coupe Georges Boillot 1928, sur Ariès;
  - 9e du Grand Prix de Monaco 1929, sur Alfa Romeo 6C 1750 SS;
  - 9e du Grand Prix de l'ACF 1931 associé à René Ferrant (pl), sur Peugeot 174S (ou 15SB).